# Майк Фрателло
Майкл Роберт «Майк» Фрателло (*24 лютого 1947, Норт-Гейлдон, Нью-Джерсі, США) — американський спортивний коментатор та професійний баскетбольний тренер, головний тренер збірної України з баскетболу у 2011—2014 роках. Наразі Фрателло є аналітиком Бруклін Нетс для Yes Network та аналітик ігор на каналі TNT. В минулому він тренував такі команди, як Атланта Гокс, Клівленд Кавальєрс та Мемфіс Гріззліс з НБА, працював провідним аналітиком на каналі NBC.
Фрателло входить до списку тренерів з найбільшою кількістю перемог в історії НБА, займаючи 18 місце з 667 перемогами та 19 місце з загальною кількістю проведених ігор — 1215.

## Життєпис
Фрателло — американець італійського походження. Він народився у м. Гакенсак, Нью-Джерсі, де і закінчив школу. Там він був капітаном баскетбольної, бейзбольної команд, а також команд з американського футболу та хокею на траві. Після школи, він вчився у Державному університеті Монклер, де грав у американський футбол. Після закінчення університету, Фрателло повертається до рідної школи, де працює помічником тренера баскетбольної та команди з американського футболу. Однак невдовзі Майк влаштовується помічником тренера команди з баскетболу університету Роуд Айленд, потім Джеймс Медісон Університету, а згодом і університету Вілланова перед тим, як стати помічником тренера команди НБА Атланта Гокс.

## Тренерська кар'єра
Першою командою в НБА для Фрателло були Атланта Гокс. Він був їх тренером протягом семи сезонів і статистикою 324—250, пробившись до плей-офф п'ять разів та вигравши Центральний дивізіон у 1987 році з 57 перемогами. Майк був названий тренером року НБА у сезоні 1985-86 рр.
Після Атланти він очолював Клівленд Калальєрс. Фрателло здобув з ними 248 перемог, зазнав 212 поразок та вивів до плей-офф чотири рази протягом шести сезонів.
Останньою командою з НБА, яку тренував Фрателло були Мемфіс Гріззліс. Протягом двох років він двічі виводив їх до плей-офф. Покинувши команда у 2006 році після серії невдач, він залишив після себе статистику із 95 перемог та 83 поразок.
Фрателло вважається одним з найбільш успішних і поважних тренерів НБА, незважаючи на те, що жодного разу так і не виграв чемпіонат.
24 лютого 2011 року Фрателло був офіційно призначений головним тренером Збірної України з баскетболу. Майк вивів Україну на Чемпіонат світу у 2014 році, вперше у її історії. Також за час Фрателло України двічі виступала на Євробаскетах. У 2015 році Фрателло вирішив подати у відставку, поступившись своїм місцем Євгену Мурзіну.

## Особисте життя
Фрателло — одружений, виховує двох дітей: сина Марка та дочку Крісті.